# リリィ (2003年の映画)
『リリィ』（原題: La Petite Lili）は、2003年のフランス・カナダの合作映画。アントン・チェーホフの戯曲『かもめ』を原作とし、設定を現代のフランスに置き換えている。日本では未上映。

## あらすじ
有名な女優マドは、兄のサイモン、彼女の息子で映画監督を志しているジュリアン、彼女の最新映画の監督でもあり恋人でもあるブリスと共に、ブルターニュのイル=オー=モワンヌのエスペランスで夏休みを過ごす。
ジュリアンと母との関係は非常に険悪だった。
ジュリアンは女優を目指して地方から出てきた少女リリィに恋焦がれる。
彼は初めて撮る実験的な映画に家族みんなをキャスティングした。
リリィはジュリアンに思いを寄せていたが、彼女の気持ちに敏感に気づいた有名な映画監督であるブリスに魅了される。
ある日ブリスはリリィに、何もかも捨てて一緒にパリに行こうと話を持ちかける。
５年後、リリィは有名な女優になっていた。
彼女はブリスの元を去った。
彼女は偶然に、ジュリアンが初監督の映画を、彼らが住んでいたあの年のエスペランスでの出来事を題材に撮影しようとしていることを知る・・・

## 作品情報
- リリース日：2003年8月23日
- 上映時間：104分
- 制作年：2002年
- ジャンル：恋愛ドラマ
- 監督：クロード・ミレール
- 脚本：ジュリアン・ボワヴァン、クロード・ミレール、（アントン・チェーホフ『かもめ』に基づく）
- 代表プロデューサー：アニー・ミレール
- 共同プロデューサー：ダニエル・ルイス、デニス・ロバート
- エグゼクティブ・プロデューサー：シルベスター・グアリーノ
- 製作：レ・フィルム・ド・ラ・ボワシエール（フランス）、レ・フィルム・アラン・サルド（フランス）、シネマジネア（カナダ）、リリィ・プロダクション（カナダ）
- 撮影監督：ジェラール・ド・バティスタ
- 編集：ヴェロニク・ランゲ
- 美術監督：ジャン＝ピエール・コユ＝スヴェルコ
- 衣装デザイナー：ジャクリーン・バウチャード
- アシスタント・ディレクター：デニス・ベルグーン
- セカンドチーム・ディレクター：ネイサン・ミレール
- サウンド・エンジニア：クロード・ラ・アヤ
- スクリプター：シルヴィ・ケクラン
- 音楽：アルヴォ・ペルト

## 配役
- ニコール・ガルシア : マド・マルソー
- ジャン＝ピエール・マリエール : サイモン・マルソー
- ベルナール・ジロドー : ブリス
- リュディヴィーヌ・サニエ : リリィ
- ロバンソン・ステヴナン : ジュリアン・マルソー
- ジュリー・ドパルデュー : ジャンヌ・マリー
- イヴ・ジャック（フランス語版） : セルジュ
- アンヌ・ル・ニ（フランス語版） ：レオーネ
- マーク・ベットン（フランス語版） : ギイ
- ミシェル・ピコリ : ジュリアンの映画でサイモンを演じる俳優
- ルイーズ・ボアバート（フランス語版） : レオーネを演じる女優
- マシュー・グロンダン（フランス語版） : ジュリアンを演じる俳優
- チャールズ・セナード : ジュリアンのアシスタント
- ファニ・コラローヴァ（フランス語版）
- ディディエ・ジェーク（フランス語版）

## 受賞
- 第29回セザール賞・助演女優賞および有望若手女優賞：ジュリー・ドパルデュー
- 第29回セザール賞・助演男優賞ノミネート：ジャン＝ピエール・マリエール